# Heineken

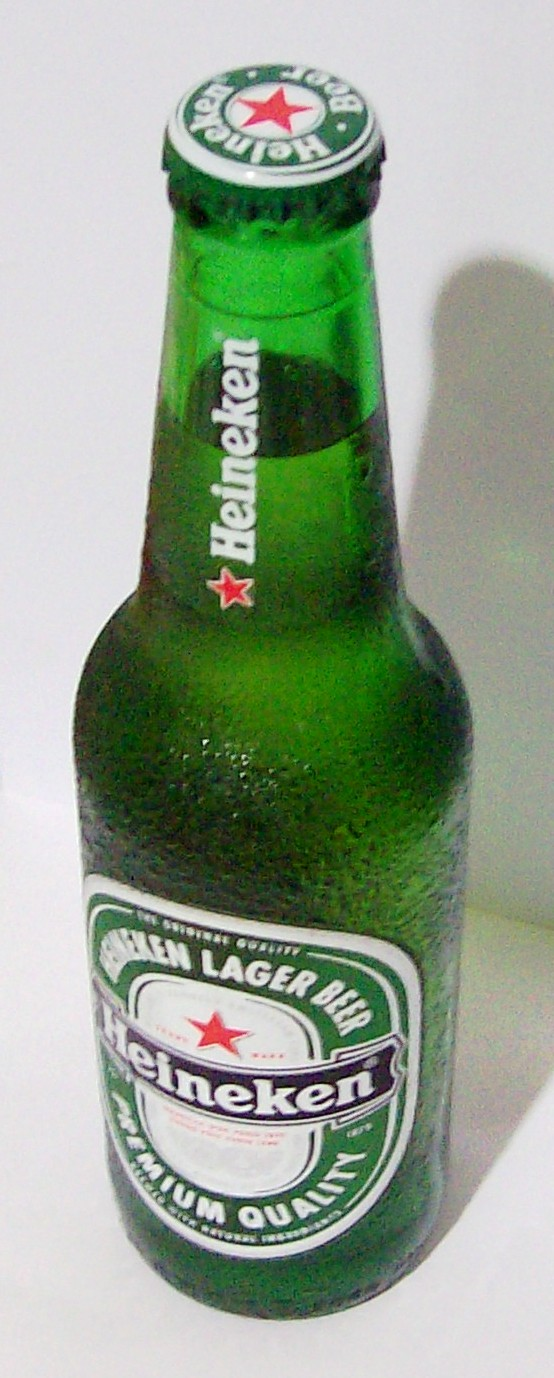
Bottiglia di birra Heineken

Heineken (pronuncia italiana /ˈ(h)aineken/, olandese [ˈɦɛinəkən]) è un'azienda olandese produttrice di birra fondata nel 1864 da Gerard Adriaan Heineken che acquisisce una piccola birreria ad Amsterdam. Nel 1988 questa birreria viene chiusa e trasformata in un museo chiamato Heineken Experience.
Nel 2017 Heineken possiede 165 siti produttivi in oltre 70 paesi. È il primo in Europa e il secondo al mondo dopo la fusione nell'ottobre 2016 dei principali concorrenti, AB-InBev e SABMiller. Produce oltre 200 milioni di ettolitri di birra divisi in 250 marchi. I principali, oltre a Heineken: Amstel, Cruzcampo, Affligem, Żywiec, Starobrno, Tiger, Zagorka, Birra Messina, Ochota, Murphy's, Red Stripes, Star, Pelforth, Birra Moretti, Ichnusa, Dreher.
Quotata alla Borsa di Amsterdam e all'OTC Markets Group di New York, è controllata dalle famiglie Heineken e Hoyer. Il singolo maggiore azionista è la figlia di Freddy Heineken, Charlene de Carvalho Heineken, che vive a Londra.

## Storia

### Gli inizi
Il 14 febbraio 1864 il giovane Gerard Adriaan Heineken (22 anni) ottiene da sua madre l'autorizzazione all'acquisto del birrificio De Hooiberg, attivo ad Amsterdam sin dal 1592. Il 16 dicembre, dopo una trattativa durata qualche mese, viene formalizzato l'acquisto per la somma di 48 000 fiorini. Il 15 febbraio dell'anno successivo viene fondata l'Heineken & Co che nel 1873 diventerà Heineken's Bierbrouwerij Maatschappij NV, con lo stesso Heineken come maggior azionista.
Nel 1869 Heineken decide di sviluppare una tecnica simile a quella bavarese per la fermentazione a basse temperature, in luogo della precedente fermentazione ad alte temperature, per ottenere una birra più chiara e a più lunga conservazione.
Nel 1874 è aperto un secondo stabilimento a Rotterdam per far fronte all'aumento delle richieste.
Con la morte di Gerard Heineken, avvenuta nel 1893, la proprietà della società passa alla moglie Marie Tindal che la gestisce fino al 1914 quando le subentra il figlio Henry Pierre Heineken. Nel 1927 viene acquistato il birrificio belga Léopold, con sede a Bruxelles. Nel 1931 partecipa, in joint-venture con la Fraser & Neave, alla creazione della Malayan Breweries Ltd, con sede a Singapore.
Negli anni trenta vengono aperte sussidiarie anche nel Congo belga, in Egitto e a Giava.
Nel 1933, grazie all'azione dell'importatore Leo van Munching, Heineken diventa la prima birra straniera ad essere importata negli Stati Uniti d'America alla fine del proibizionismo, per l'occasione il New York Times scrive che "il primo carico legale di birra da tredici anni è arrivato. Questa birra è l'Heineken". Rappresentante in America della Heineken dopo la fine del proibizionismo sarà Leo van Munching: lavorava su una linea di navi che facevano la spola tra i Paesi Bassi e gli Stati Uniti prima di convincere la famiglia Heineken a farlo diventare loro rappresentante in America.
Nel 1948 viene modificato il logo della compagnia con l'inclinazione verso l'alto delle tre ⟨e⟩ della parola Heineken con l'obiettivo di apparire sorridenti.
Nel 1954 il colore dell'etichetta viene modificato da rosso a verde con l'intento di trasmettere un'idea di sicurezza.

### L'espansione
Nel 1968 l'Heineken si fonde con la storica rivale Amstel. Nel 1971 diventa presidente il figlio di Henry Pierre, Alfred Henry "Freddy" Heineken.
E con lui inizia in quegli anni una serie di acquisizioni di produttori di birra europei: per prima la francese Brasserie de l’Espérance con sede a Schiltigheim, produttrice della birra Ancre. Viene poi acquisita l'italiana Dreher.
Nel 1975 viene aperto un nuovo birrificio con una capacità produttiva annua di 1,5 milioni di ettolitri di birra per far fronte al previsto aumento della produzione.
Le acquisizioni continuano negli anni ottanta e novanta: l'irlandese Murphy's è comprata nel 1983, la spagnola El Aguila nel 1984, la Royal Brand Brewery nel 1989 e la svizzera Calanda Bräu nel 1993.
Nel 1996 l'azienda acquista il marchio della Birra Moretti. In seguito all'accusa mossa dall'Antitrust di avere sul mercato italiano una posizione dominante, l'Heineken viene costretta a cedere nel 1997 lo stabilimento produttivo di San Giorgio di Nogaro in provincia di Udine, che viene acquistato da un nuovo gruppo: la Birra Castello s.p.a..
Nel 1999 viene riconosciuto marchio del secolo dalle autorità olandesi.
Negli anni 2000 avvengono le acquisizioni dei birrifici BBAG, Krusovice e Rodic e della Scottish & Newcastle, acquistata dal gruppo Carlsberg nel 2008.
Il 22 settembre 2004, due anni dopo la scomparsa di Freddy Heineken, la società annuncia la chiusura dello stabilimento di Pedavena, storico birrificio del bellunese.
Alla fine del 2004 un accordo tra le organizzazioni sindacali e Heineken Italia posticipa la chiusura al settembre del 2005 con Heineken che si dichiara disponibile ad una vendita non pregiudiziale della fabbrica. In seguito a un colloquio tra il sindaco di Pedavena e il gruppo dirigente della multinazionale, il 22 gennaio 2005 viene costituito il "Comitato Birreria Pedavena" con lo scopo di mantenere attiva la produzione nel sito. Nel gennaio 2006 si arriva alla vendita da parte di Heineken Italia dello stabilimento alla Birra Castello.

### Dal Messico alla Cina
Nel 2010 Heineken compra la divisione birreria del gruppo messicano FEMSA, il più grosso imbottigliatore (proprietario anche della maggiore catena di alimentari messicani, OXXO) che poi entrerà nel capitale della Heineken NV con una quota del 20%. Ed inizia l'espansione nel Sud America.
Due anni più tardi acquista l'Asia Pacific Breweries di proprietà della Fraser&Neave.
Nell'ottobre 2015 Diageo vende all'Heineken le sue quote in Desnoes&Geddes e GAPL, marchi attivi rispettivamente in Giamaica e Malaysia.
Con questa Heineken ha una partecipazione del 73,3% in Desnoes&Geddes e del 100% in GAPL.
Sempre quell'anno rileva anche il 50% di Lagunitas Brewing Company di Petaluma, in California, per poi acquisirne il controllo totale nel 2017.
Nell'estate 2016 Heineken firma un contratto di sponsorizzazione per alcune tappe del mondiale di F1.
Nel 2017 entra in Brasile acquisendo per 700 milioni di dollari la società Kiring.
Sempre nello stesso anno rileva un birrificio artigianale italiano, Hibu, fondato nel 2007 in Brianza.
Nel 2018 compra il 40% del maggior produttore cinese di birra, China Resources Beer, per 2,7 miliardi di euro.
In base agli accordi le attività di Heineken in Cina (tre stabilimenti) si fonderanno con quelle del gruppo cinese che avrà in licenza il marchio Heineken.
Contemporaneamente China Resources Beer rileverà azioni Heineken per 464 milioni di euro (pari allo 0,9%) e la società olandese metterà a disposizione i suoi canali di distribuzione per i marchi del gruppo cinese (il più importante è Snow).

## I marchi
In Italia Heineken produce o distribuisce i seguenti marchi:
- Adelscott, francese.
- Affligem, belga.
- Amstel, olandese.
- Brand Bier, olandese.
- Buckler, olandese.
- Calanda, svizzera.
- Cervisia, italiana.
- Cruzcampo, spagnola.
- Doreleï, francese.
- Desperados, francese.
- Dreher, austriaca-italiana.
- Fischer, francese.
- Gösser, austriaca
- Heineken, olandese.
- Ichnusa, italiana.
- Karlovačko, croata.
- Lagunitas, americana
- Lasko, slovena.
- McFarland, irlandese.
- Messina, italiana.
- Moretti, italiana.
- Murphy's, irlandese.
- Newcastle Brown Ale, britannica.
- Postel, belga.
- Prinz, italiana.
- Sagres, Portoghese.
- Sans Souci, italiana.
- Stella, egiziana.
- Strongbow (sidro), britannica.
- Sol, messicana.
- Union, slovena.
- Von Wunster, italiana.
- Wieckse Witte, olandese.
- Żywiec, polacca.

In Italia opera anche nel settore dell'Horeca tramite la controllata Partesa s.r.l.

## Marketing

### Sponsorizzazioni

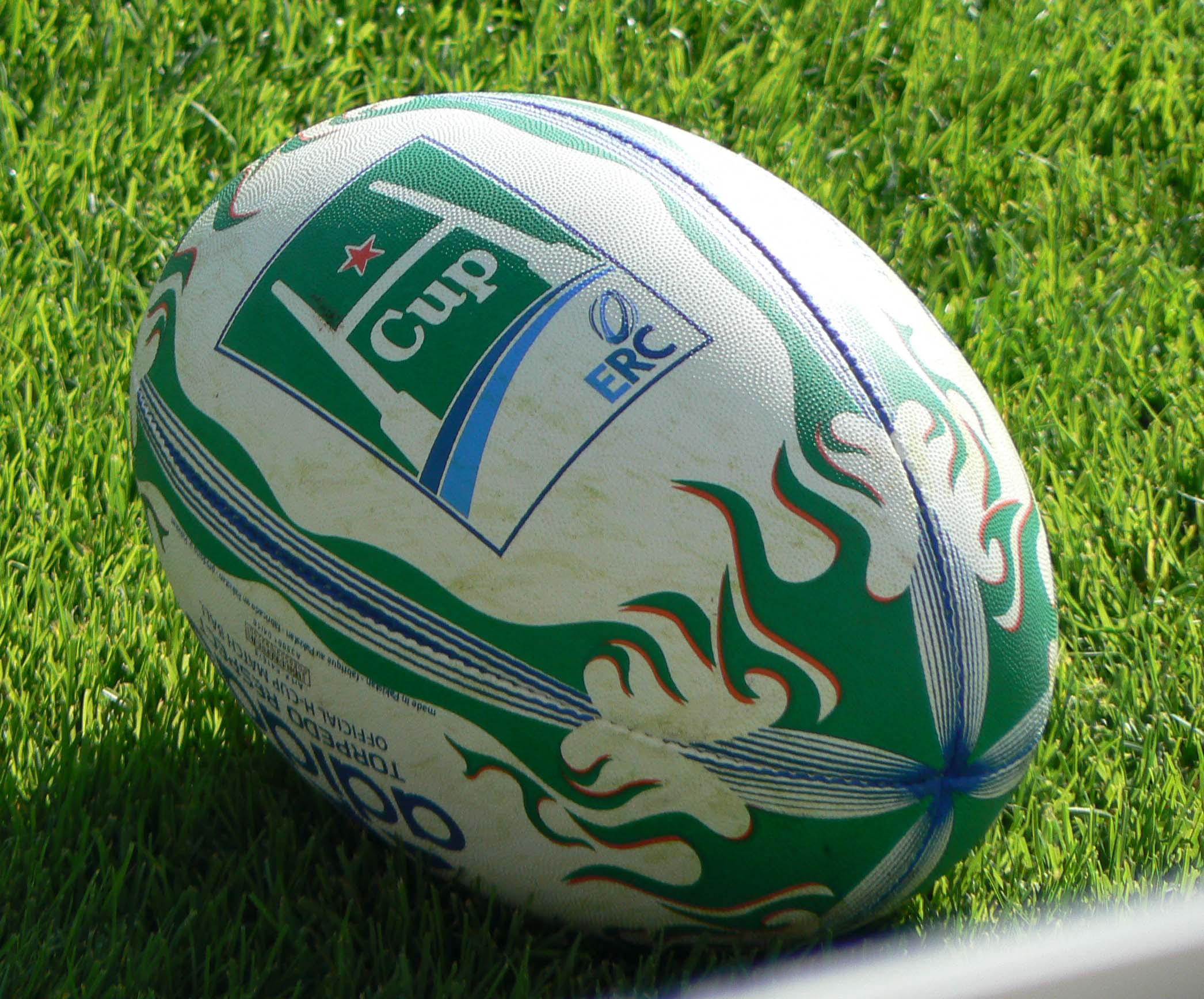
L'ovale usato nell'Heineken Cup

Heineken ha sponsorizzato molti eventi sportivi. L'Heineken Cup era una competizione annuale di rugby union a cui partecipavano i club provenienti da Inghilterra, Francia, Irlanda, Galles e Italia. Heineken è stato sponsor della competizione dall'edizione inaugurale nel 1995-96, fino all'edizione 2013-14 quando venne sostituita con la European Rugby Champions Cup. Heineken continua la sua partnership con European Club Rugby come principale sponsor.
L'Heineken Open è un torneo di tennis dell'ATP International Series che si svolge ad Auckland in Nuova Zelanda.
Heineken è main sponsor della UEFA Champions League dal 2005.
Heineken sponsorizza anche eventi musicali: l'Heineken Open'er Festival, l'Oxegen festival musicale in Irlanda e in Italia l'Heineken Jammin' Festival.
Nel 2016, Heineken diventa birra ufficiale del Gran Premio del Canada della Formula uno.

### Heineken Experience

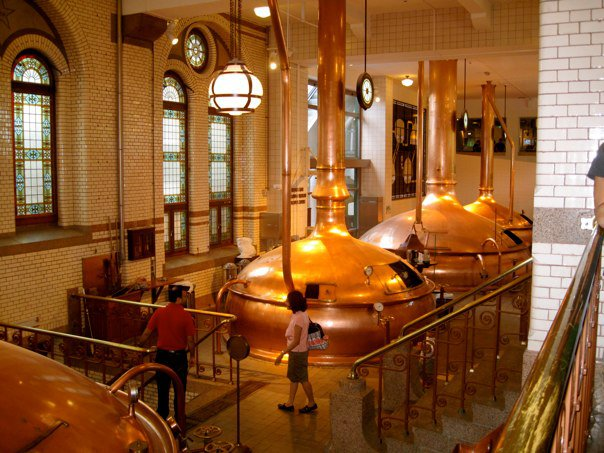
Inside the Heineken Experience

L'Heineken Experience è un museo sull'Heineken Lager e sul suo birrificio storico di Amsterdam. Il complesso è stato costruito nel 1867 e utilizzato come fabbrica fino al 1988. Nel 1991 parte dell'edificio venne abbattuto e nella parte rimanente fu aperto l'Heineken Reception and Information Centre (in olandese Heineken ontvangst- en informatiecentrum). Nel 2001 venne sostituito con Heineken Experience.
Il museo contiene attrazioni, mostre interattive e due bar. La visita comprende anche approfondimenti sulla storia del marchio e del processo di fermentazione perfezionato negli anni. I visitatori ricevono un piccolo bicchiere per la degustazione della birra e due buoni per due pinte da utilizzare alla fine del tour, entrambi inclusi nel prezzo del biglietto di entrata.

## Dati economici
Nel 2011 la società ha superato i 19 miliardi di ricavi. Nel 2017 i ricavi hanno toccato i 21,89 miliardi di euro (rispetto ai 20,79 miliardi del 2016), l'Ebitda è passato dai 3,54 miliardi del 2016 a 3,76 miliardi nel 2017, gli utili hanno raggiunto 1,9 miliardi (1,54 nel 2016).

## Azionariato
Le azioni dell'Heineken sono quotate alla borsa di Amsterdam e all'OTC Markets Group di New York con rispettivamente i simboli HEIA and HEINY. La tabella rappresenta gli azionisti al 31 dicembre 2013:
| Posizione | Azionista                                  | Quota % |
| --------- | ------------------------------------------ | ------- |
| 1         | Heineken Holding N.V1                      | 50,005  |
| 2         | Fomento Económico Mexicano, S.A.B. de C.V2 | 12,532  |
| 3         | Altri                                      | 37,463  |
|           | Totale                                     | 100,00  |

1. Heineken Holding N.V è una public company quotata ad Amsterdam. Il suo azionista di maggioranza è L’Arche Green N.V di proprietà delle famiglie Heineken e Hoyer.
2. Fomento Económico Mexicano, S.A.B. de C.V (FEMSA) detiene anche una quota del 14,935% in Heineken Holding N.V controllando, quindi, direttamente o indirettamente, il 20% di Heineken International.